# Albert Lortzing

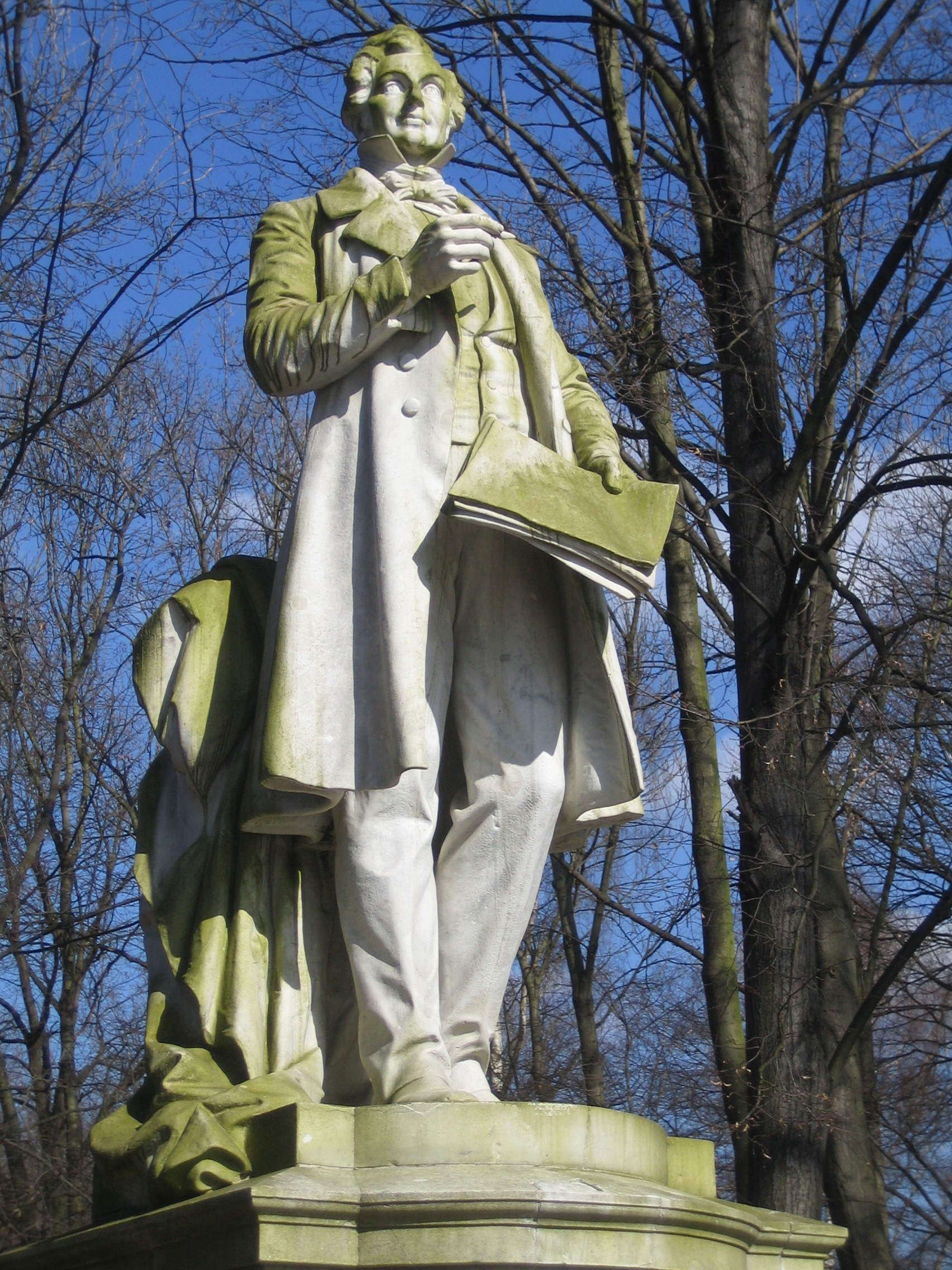
Estatua de Albert Lortzing

Gustav Albert Lortzing fue un compositor alemán nacido en Berlín el 23 de octubre de 1801 y fallecido en la misma ciudad el 21 de enero de 1851.
Lortzing era hijo de actores. A los 19 años comenzó a interpretar papeles de joven amante (Jugendlicher Liebhaber) en los teatros de Düsseldorf y Aquisgrán, a veces incluso asumiendo cortas partes cantadas de tenor o barítono.

## Obra
Compositor sobresaliente en el ámbito germano, pero menos apreciado internacionalmente, su obra se encuadra en el Singspiel, opereta alemana, comparable a la zarzuela española.
Su primera ópera, Ali Pascha von Janina, apareció el 1824, pero su fama como compositor se construyó principalmente sobre dos títulos: Der Wildschütz (El cazador del bosque) (1842) y Zar und Zimmermann (Zar y carpintero) (1837).
Zar und Zimmermann recibió una tibia acogida del público de Leipzig. A pesar de ello, las posteriores representaciones en Berlín produjeron una mejor reacción. La ópera fue pronto representada en los principales escenarios de Alemania, y ahora es considerada una de las obras maestras de la ópera cómica alemana. Fue traducida al inglés, francés, sueco, danés, holandés, bohemio, húngaro y ruso. La trama está basada en la vida del zar Pedro el Grande de Rusia, quien viajó por Alemania, Holanda e Inglaterra disfrazado de carpintero con el propósito de obtener información de primera mano que consideraba necesaria para el progreso de su país, como eran las modernas técnicas de construcción de barcos.
Der Wildschütz, basada en una comedia de August von Kotzebue, es una sátira sobre la exagerada y tonta admiración por la belleza en el arte expresada por un hidalgo burgués.
Entre las otras óperas de Lortzing cabe destacar Der Pole und sein Kind, estrenada poco después de la insurrección de 1831 en Polonia, y Undine de 1845.